# Frank Vaughn
Frank J. Vaughn (* 18. Februar 1902 in St. Louis; † 9. Juli 1959 ebenda) war ein US-amerikanischer Fußballspieler.

## Sportlicher Werdegang
Vaughn spielte bei den Saint Louis Ben Millers, in den 1910er und 1920er Jahren zeitweise einer der führenden Mannschaften der St. Louis Soccer League. 1920 nahm der Abwehrspieler an einer Schwedentour einer US-amerikanischen Auswahlmannschaft teil, die unter anderem gegen Djurgårdens IF, AIK, GAIS, IFK Göteborg und schwedische Auswahlmannschaften antrat. Zehn Jahre später gehörte er zum Kader der US-amerikanischen Nationalmannschaft, die im Sommer 1930 zur ersten WM-Endrunde nach Uruguay reiste. Im Turnierverlauf, als die Auswahlmannschaft als Gruppensieger das Halbfinale erreichte und dort gegen den späteren Vizeweltmeister Argentinien ausschied, kam er nicht zum Einsatz. Anschließend tourte er mit der Nationalmannschaft durch Südamerika, dabei kam er jedoch lediglich in Repräsentativspielen gegen Vereinsmannschaften zum Einsatz und blieb somit ohne offizielles Länderspiel.
Später wurde Vaughn Trainer der Saint Louis Ben Millers.